# 汾阴郡
汾阴郡，中国南北朝时设置的郡。
北周大象元年（579年）置汾阴郡，隶属于蒲州，治所在汾阴县（今山西万荣县西南宝井村宝鼎），下辖汾阴县、猗氏县。辖境相当今山西万荣县、临猗县等地。隋文帝开皇三年（583年）废除汾阴郡，汾阴县、猗氏县直属蒲州。隋恭帝义宁元年（617年）复置汾阴郡，治所在汾阴县（今山西万荣县西南），下辖汾阴县、龙门县。唐高祖武德元年（618年）改为泰州。